# Molophilus (Promolophilus) avazhon
Molophilus (Promolophilus) avazhon is een tweevleugelige uit de familie steltmuggen (Limoniidae). De soort komt voor in het Palearctisch gebied.